# Hochebene von Lona

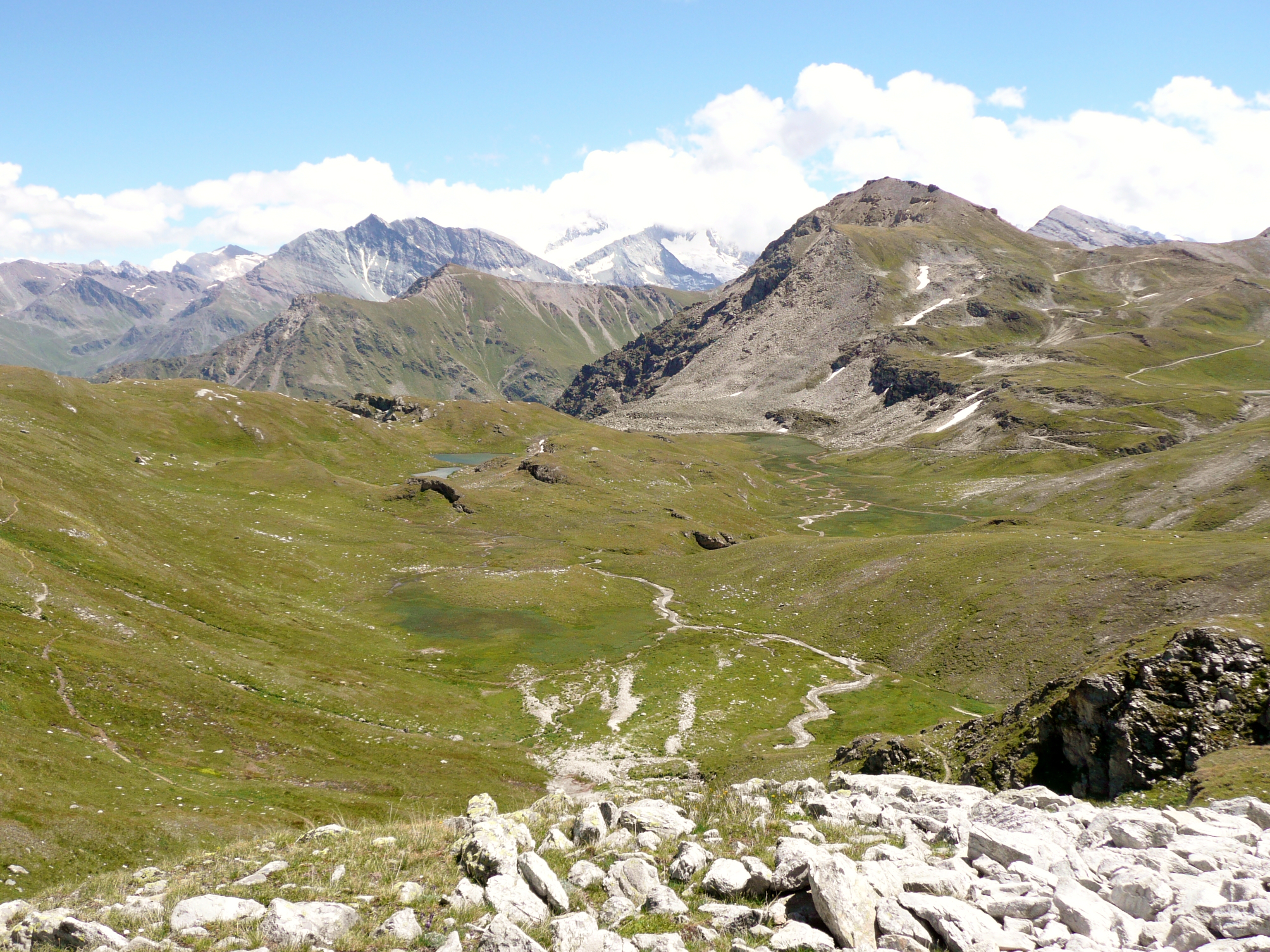
Hochebene von Lona mit Sex de Marinda rechts.

Die Hochebene von Lona liegt auf einer Höhe von ca. 2640 m ü. M. oberhalb von Grimentz im Val d’Anniviers im Kanton Wallis, Schweiz. Die Hochebene erstreckt sich auf einer Fläche von ca. 2 auf 2 Kilometern und ist umgeben von den Bergen Sasseneire, Diablon, Sex de Marinda, Pointe de Lona und Becs de Bosson. Auf der Hochebene befinden sich rund 15 grössere und kleinere Bergseen. Der grösste von ihnen heisst Lac de Lona. Der Torrent de Lona entwässert die Hochfläche.

## Zugänge
Es führen drei  Wege auf die Hochebene von Lona. 
Von Grimentz aus führt der erste Weg, welcher nur für Wanderer geeignet ist, über die Bergstation Bendolla, der Flanke des Pointe de Lona entlang auf die Hochebene. Der zweite Weg, welcher auch bei Mountainbikefahrern  sehr beliebt ist, führt über die Staumauer des Lac de Moiry und der Basset de Lona.
Aus dem Val d’Hérens führen Wege von Evolène und Saint-Martin über den Pas de Lona auf die Hochebene hinunter.
Koordinaten: 46° 8′ 55,3″ N, 7° 32′ 13,1″ O; CH1903: 607596 / 110807